# Cora (La Estrada)
Cora o San Miguel de Cora es una parroquia en el noroeste del término municipal del Ayuntamiento de La Estrada, en la provincia de Pontevedra, comunidad autónoma de Galicia, España

## Límites
Limita con las de Vea (Santa Cristina), Santeles (San Xoán) y Couso (Santa María).

## Demografía
En 1842 tenía una población de hecho de 414 personas. En los veinte años que van de 1986 a 2006 la población pasó de 283 a 237 personas, lo cual significó una pérdida del 16,25%.
- Datos: Q49420
- Multimedia: Cora, A Estrada / Q49420